# Campylocheta praecox
Campylocheta praecox là một loài ruồi trong họ Tachinidae.